# 侍中
侍中是中國的官職名稱，秦始置，之后很多朝代都有设立，但是其地位与职能有过很大的变化。

## 历代职能
侍中在秦朝是宰相的属官。到汉朝则主要是加官，授予已有其它官职者，为侍中则可入宮禁之中，成为得到皇帝信任的标志之一。东汉设侍中寺，至晋改门下省，为皇帝的侍从、顾问机构。南北朝时权力逐渐扩大，北朝政出门下，成为中央政治机构的重心。
隋唐、五代、宋朝，门下省与中书省、尚书省合称三省。负责审查诏令，签署章奏，有封驳之权。一度改称东台、鸾台、黄门省等，旋复旧称。其长官为侍中，或称纳言、左相、黄门监等。其下设黄门侍郎、给事中、散骑常侍、谏议大夫、起居郎等官。宋代沿置。元丰改制后，以尚书左仆射兼门下侍郎执行侍中职务，另设侍郎为副长官。南宋置左右丞相，省侍中或门下侍郎不置。
元以后废。明朝建文年间曾设侍中作为尚书的辅佐官，位列尚书与侍郎之间，成祖登基后废。

## 历代侍中列表

### 汉朝
- 盧綰，以客從，入漢為將軍，常侍中。
- 留侯子張辟彊為侍中，年十五。
- 卫青為建章監，侍中。大将军青侍中。
- 霍去病以皇后姊子侍中。
- 霍嬗以霍去病子为侍中，奉车都尉。
- 朱買臣與嚴助俱以中大夫侍中。
- 荀彘以御見侍中。
- 李陵少為侍中建章監。
- 王林卿，邛成太后外家為侍中，通輕俠。
- 上官桀，以未央厩令，親近，為侍中。
- 王商，擢為侍中，中郎將。
- 史高以外屬舊恩為侍中。
- 史丹，元帝即位，為駙馬都尉，侍中，出常驂乘。
- 史丹九男，皆以丹任並為侍中諸曹，親近在左右。
- 師丹為少府，光禄勳，侍中。
- 房鳳以五官中郎將為侍中。
- 王龔以光禄勳為侍中。
- 劉歆以奉車都尉為侍中，又以中壘校尉為侍中。
- 淳于長以水衡都尉為侍中。
- 董賢以鲋馬都尉為侍中。
- 韓增為郎，諸曹，侍中，光禄大夫。
- 張安世子千秋，延壽，彭祖，俱為中郎將，侍中。
- 張放為侍中，光禄大夫，秩中二千石。
- 吾丘壽王中郎將，侍中，復徵光禄大夫，侍中。
- 霍光以郎稍選諸曹，侍中。
- 衛尉王莽子男忽侍中。
- 霍山奉車都尉，侍中，領胡越兵。
- 金日磾以黃門馬監遷侍中，駙馬都尉。
- 金日磾兩子賞、建俱侍中，賞為奉車都尉，建駙馬都尉。
- 金安上少為侍中，至建章衛尉。
- 金敞為騎都尉，侍中。
- 金敞子涉本為左曹，詔拜侍中，成帝時為侍中，騎都尉。
- 金涉兩子湯、融，皆侍中，諸曹，將，大夫。
- 金欽，光禄大夫，侍中。
- 侍中樂成侯許延壽。
- 定國之子永以父任為侍中，中郎將。
- 臧宫，偏將軍，侍中，騎都尉，輔威將軍。
- 來歷，以公主子為侍中，監羽林右騎，遷射聲校尉。
- 鄧藩，尚顯宗女平臯長公主為侍中。
- 鄧康，越騎校尉，侍中，太僕。
- 鄧弘，邓阊，侍中。
- 寇榮，為侍中，誅廢。
- 耿承，襲公主爵為林慮侯，侍中。
- 邳彤，以故少府為侍中。
- 傅俊，偏將軍，侍中，積弩將軍。
- 馬武，振武將軍，侍中，騎都尉。
- 竇憲，以郎稍遷侍中，虎賁中郎將。
- 竇景，竇瓌皆侍中，奉車駙馬都尉。
- 馬康，以黄門郎為侍中。
- 卓茂，更始以為侍中祭酒。
- 魯恭，以魯詩博士拜侍中。
- 張酺，以侍郎為侍中。
- 爰延，徵博士，舉賢良，再遷為侍中。
- 延篤，拜議郎，稍遷侍中。
- 歐陽地餘，以侍中為少府。
- 魯丕，以中散大夫遷侍中，免，復為侍中，左中郎將。
- 劉宽，以太中大夫遷侍中，轉屯騎校尉。
- 伏無忌，侍中，屯騎校尉。
- 宋弘，以侍中為王莽時共工。
- 蔡茂，哀平間以儒學顯，拜議郎，遷侍中，自免。
- 宣秉，隱居不仕，更始徵為侍中，建武元年拜御史中丞。
- 承宫，以左中郎將拜侍中。
- 趙典，四府表薦，徵拜議郎，再遷侍中，出為宏農太守。
- 趙謙，以故京兆郡丞，獻帝時遷為侍中，司空。
- 蘇竟，以趙郡太守拜侍中。
- 楊厚，以議郎三遷為侍中。
- 陰識，以關都尉為侍中，守執金吾。
- 陰興，以守期門僕射遷侍中，拜街尉，領侍中，受顧命。
- 馮柱，侍中；柱子石，侍中，稍遷衛尉。
- 鄭弘，以平原相拜侍中，代鄭泉為大司農。
- 梁安國，以嗣侯為侍中，有罪免。
- 梁商，以黄門侍郎遷侍中，屯騎校尉。
- 梁冀，初為黃門侍郎，轉侍中，虎賁中郎將。
- 曹充，持慶氏禮為博士，拜侍中。
- 曹褒，以河内太守徵為侍中。
- 賈逵，以左中郎將為侍中，内備帷幄，兼領秘書。
- 司馬均，位至侍中。
- 桓郁，以郎稍遷侍中，監虎賁中郎將。
- 桓焉，以郎三遷為侍中，步兵校尉。
- 丁鴻，襲父爵，拜侍中，兼射聲校尉少府。
- 曹炽，侍中、长水校尉，东汉末年曹魏将领曹仁之父。[2]
- 卢植，帝以非急务，转为侍中，迁尚书。
- 单甫，侍中。河南人赵达受学于他。
- 劉岱，山陽郡太守劉輿之子，揚州牧劉繇之兄。歷任侍中、兗州刺史。
- 董璜。
- 马宇。
- 朱展。
- 台崇。
- 庞季。

### 三国
魏国
王粲
鄧羲
杜袭
卫觊
和洽
桓阶
陈群
赵俨
刘廙
刘晔
辛毗
曹魏
司马懿
刘廙
刘晔
辛毗
鲍勋
温恢
邢颙
卫臻
董昭
苏则
傅巽
吴质
韦诞
卢毓
高堂隆
孙邕
何晏
应璩
王肃
许允
郑袤
郑小同
荀顗
赵酆
华表
和逌
王沈
卫瓘
封仁
蜀汉
廖立
马良
关兴
郭攸之
费祎
董允
陈祗
樊建
诸葛瞻
张绍
常竺
东吴
是仪
徐详
胡综
阚泽
顾承
张休
孙峻
孙綝
刁玄
张邠
韦昭

### 晋朝
西晋
任恺、郭绥、傅玄、卢珽、裴楷、山涛、庾峻、华廙、王济、魏舒、王恂、李胤、孔恂、杨济、甄德、向雄、程咸、张恽、冯紞、和峤、王戎、何劭、何遵、成粲、武茂、华峤、石崇、邹湛、贾模、裴頠、司马遐、傅祗、司马越、乐广、荀藩、贾谧、孙秀、司马诩、荀组、刘逵、刘沈、嵇绍、周馥、冯荪、秦准、潘尼、司马羕、华混、郑球、缪播、裴宪、顾荣、袁瑜、何绥、荀崧、庾珉、程延、辛勉、王隽、许遐、宋哲、宗敞
东晋
刘隗、纪瞻、戴邈、荀邃、陆晔、邓攸、祖约、熊远、王彬、温峤、王侃、荀闓、阮孚、陆玩、李式、褚翜、蔡谟、丁潭、钟雅、荀奕、诸葛恢、颜含、冯怀、桓景、孔坦、司马昱、顾和、顾众、刘劭、张澄、司马晞、王彪之、江虨、周闵、王胡之、纪璩、司马统、高嵩、庾希、江逌、谢安、王坦之、王劭、王荟、王混、卞耽之、韩伯、司马恬、王欣之、谢琰、车胤、王国宝、张玄、王珉、王珣、庾准、孔安国、庾楷、虞啸父、王恺、王爽、司马元显、桓石生、王谧、王楨之、殷仲文、孔靖、袁恪之、袁湛、范泰、褚秀之、王敬弘、孔琳、臧焘、刘叡

### 十六国
前赵
刘殷
王育
刘乘
卜干
卜太
乔豫
和苞
刘岳
徐邈
后赵
夔安
任播
申钟
石璞
韋謏
王谟（万斯同误作王谦）
郑系
崔约
卢谌
徐统
呼延盛
石启
冉魏
王衍
李綝
缪嵩
刘猗（万斯同误作刘述）
前燕
慕容恪
皇甫真
慕舆龙
后燕
慕容德
悦真
孙勍（万斯同误作孙劲）
南燕
慕容超
慕容统
公孙五楼
张豁
北燕
冯素弗
冯弘
王难
阳哲
库傉官昌
前秦
吕婆楼
强国
苻融
王猛
梁谠
强益耳
梁畅
后秦
段铿
任谦
姚弼
西秦
方弘
麴景
翟绍
乞伏元基
乞伏延祚
出连辅政
后凉
房晷

### 南北朝
宋
谢晦、刘义庆、谢方明、褚淡之、阮万龄、王敬弘、王韶之、程道惠、王琇、殷景仁、王昙首、王华、王淮之、范泰、刘湛、谢弘微、王球、陸仲元、刘遵考、丘渊之、王孺、何勖、何尚之、王練、范晏、孟顗、庾炳之、徐湛之、沈演之、刘义宗、王僧朗、萧思话、何瑀、江湛、何攸之、孔山士、褚湛之、刘祎、萧斌、王僧绰、王僧达、颜竣、刘延孙、谢庄、何偃、刘恢、袁粲、王彧、阮韬、張暢、褚湛之、刘彧、颜师伯、孔灵符、刘休仁、蔡兴宗、何尚之、沈怀文、谢庄、张悦、袁顗、王僧虔、萧惠开、路休之、沈文叔、刘遵考、张绪、褚渊、王蕴、刘韫、刘袭、王悦、刘秉、殷恒、刘勔、沈攸之、张永、何戢、刘颢、王延之、张岱、萧惠基、谢朏、萧嶷、柳世隆、褚炫、王俭、江谧
齐
王僧虔、王琨、张瓌、褚炫、沈文季、萧鸾、何戢、萧长懋、萧顺之、王奂、褚贲、王晏、萧景先、萧暠、褚澄、萧惠基、萧锵、刘悛、萧子卿、江斅、萧子隆、萧锋、虞悰、王伦之、萧子懋、何胤、王莹、谢朏、萧子明、谢瀹、萧昭胄、王思远、何昌寓、江祀、沈昭略、江淹、萧子晋、张稷、柳庆远
梁
王瞻、王骞、夏侯亶、蔡撙、谢朏、柳恽、张稷、袁昂、王暕、萧颖达、萧渊业、徐勉、沈约、王莹、萧渊藻、萧秀、谢举、何敬容、萧绩、萧纶、张缵、萧琛、褚向、王规、元景仲、萧子云、萧子显、元树、元愿达、张缅、萧誉、萧大器、元景隆、羊侃、王承、王训、萧会理、刘孺、萧介、萧大心、朱异、萧大临、萧大连、褚翔、萧恺、阴子春、萧大款、萧大成、张绾、王质、张希、王顗、王琛、王劢、徐世谱、袁枢、王固、沈众、谢哲、王廓、周弘正
陈
陈蒨、陆缮、袁枢、到仲举、萧济、沈君理、周弘正、王瑒、张种、谢嘏、王固、杜稜、谢哲、陈叔宝、陈伯固、袁宪、徐陵、陈叔文、陈叔陵、江总、陈伯义、陈叔卿、陈伯恭、陈叔俨、陈伯智、陈叔齐、陈叔坚、陈叔明、陈叔慎、陈叔彪、鲁广达
北魏
崔宏、拓跋屈、王洛儿、车路头、罗结、古弼、奚拔、张黎、谷浑、罗斤、李盖、元谭、杜凰凤、薛提、和疋、伊馛、于洛拔、闾毗、闾纥、乙归、刘尼、元丕、刘昶、拓跋孔雀、陆定国、陆儁、赵黑、穆亮、元他、王琚、王睿、拓跋忠、张祐、苟颓、尉元、冯诞、冯修、元猛、陆睿、源怀、抱嶷、符承祖、元勰、李冲、元详、元继、崔光、张彝、刘芳、元嵩、元怿、郭祚、李韶、杨播、甄琛、高显、元晖、穆绍、高聪、元怀、卢昶、元诠、游肇、穆绍、胡国珍、侯刚、刘腾、元乂、元彧、元延明、崔亮、王温、成轨、元顺、杨范、封津、元略、元子攸、元晏、元恒芝、元坦、元祉、于晖、尔朱世承、平季、朱瑞、李神、源子恭、元修、李彧、杨侃、元孚、元受、卢同、斛斯椿、樊子鹄、司马子如、高隆之、封隆之、贺拔胜、李琰之、元顺、山伟、辛雄、宇文泰
东魏
高岳、孙腾、元诞、于晖、王衍、贾思同、任延敬、元子思、元暹、李神儁、高慎、封隆之、元谌、高洋、李元忠、元斌、高季式、杨愔、陆子彰、高淹、张亮
西魏
元柬、杨俭、徐招、长孙子彦、宇文测、韩褒、苏亮、元罗、厍狄峙、萧撝、萧圆肃、卢光、郭崇（《隋书郭衍传》云：父郭崇，官至侍中）
北齐
高德政、崔悛、张亮、徐之才、高浟、裴英起、崔暹、燕子献、崔季舒、赵彦深、李祖勋、高叡、宋钦道、魏收、张保洛、高元海、元文遥、和士开、高普、唐邕、皮景和、斛斯文略、胡长粲、叱列长文、段深、王峻、穆提婆、赫连子悦、祖珽、张景仁、斛律孝卿、张雕武、胡君瑜、王紘、陈德信、高劢、薛孤、刘世清、康买

### 唐朝
另见：纳言
- 刘文静 (618)
- 窦抗 (618)
- 陈叔达 (618-626)
- 裴矩 (624-625)
- 宇文士及 (625-626)
- 李元吉 (625-626)
- 高士廉 (626-627)
- 杜如晦 (628-629)
- 王珪 (628-633)
- 魏征 (632-636)
- 杨师道 (636-639)
- 刘洎 (644-645)
- 长孙无忌 (645-648)
- 张行成 (650-651)
- 高季辅 (651-654)
- 宇文节 (652-653)
- 崔敦礼 (653-655)
- 韩瑗 (655-657)
- 许敬宗 (657-658)
- 辛茂将 (658-659)
- 许圉师 (659-662)
- 窦德玄 (664-666)
- 姜恪 (668-672)
- 张文瓘 (675-678)
- 郝处俊 (679-681)
- 裴炎 (681-683)
- 刘景先 (683-684)
- 王德真 (684-685)
- 苏良嗣 (685-686)
- 韦思谦 (686-687)
- 裴居道 (687-690)
- 魏玄同 (687-689)
- 张光辅 (689)
- 武承嗣 (689-690)
- 武攸宁 (690-691, 691-692)
- 史务滋 (690-691)
- 宗秦客 (690)
- 欧阳通 (691)
- 姚璹 (694-697)
- 娄师德 (697-699)
- 狄仁杰 (698-700)
- 李嶠 (703-704)
- 韦安石 (704-705, 709-710)
- 敬晖 (705)
- 桓彦范 (705)
- 魏元忠 (705)
- 杨再思 (705-707)
- 苏瑰 (706-707)
- 韦巨源 (707-709)
- 纪处讷 (707-710)
- 萧至忠 (709)
- 李日知 (711)
- 窦怀贞 (711)
- 刘幽求 (711-712, 713)
- 岑羲 (712-713)
- 魏知古 (713-714)
- 卢怀慎 (714-716)
- 宋璟 (716-720)
- 源乾曜 (720-729)
- 裴光庭 (730-733)
- 裴耀卿 (734-736)
- 牛仙客 (738-742)
- 李适之 (742-746)
- 陈希烈 (747-754)
- 韦见素 (756-757)
- 苗晋卿 (757, 757-763)
- 李光弼 (758-764)
- 王缙 (764)
- 姚令言 (783，朱泚)
- 李忠臣 (783，朱泚)
- 郑贲 (784，李希烈)
- 渾瑊 (784-796)
- 馬燧 (785-795)
- 李师古 (检校，805)
- 刘济 (兼，806)
- 韩弘 (兼，817)
- 刘总 (兼，821)
- 李光颜 (兼，822)
- 史宪诚 (兼，829)
- 裴度 (兼，830)
- 王智兴 (兼，832)
- 李载义 (兼，835)
- 张允伸 (兼，870)
- 路岩 (兼，873)
- 王景崇 (兼，875)
- 李可举 (兼，880)
- 赵璋 (880，黄巢)
- 王铎 (881-882)
- 陈敬瑄 (兼，882)
- 高骈 (兼，882)
- 韩简 (兼，882)
- 萧遘 (886，李熅)
- 朱玫 (886，李熅)
- 郑从谠 (886-887)
- 韦昭度 (887-888)
- 李克用 (兼，888)
- 朱全忠 (兼，888)
- 李茂贞 (检校，888)
- 崔安潜 (兼，889)
- 王行瑜 (兼，890)
- 时溥 (兼，892)
- 王行约 (检校，894)
- 李罕之 (检校，895)
- 钱鏐 (兼，895)
- 徐彦若 (896-900)
- 成汭 (兼，897)
- 王珂 (兼，898)
- 钟传 (兼，898)
- 罗弘信 (兼，898)
- 张全义 (兼，898)
- 杨行密 (兼，900)
- 刘仁恭 (兼，901)
- 罗绍威 (兼，901)
- 崔胤 (903-904)
- 杨渥 (兼，905)
- 杨涉 (摄，907)

### 五代十国
后梁
王处直（兼，907）
刘隐（兼，907）
王审知（兼，907）
韩建（908-909）
刘知俊
朱友谦
钱传瓘
后唐
周德威
阎宝
李存审
郭崇韬
孟知祥
安重诲
房知温
朱守殷
王晏球
赵德钧
高从诲
马希声
馬希範
石敬瑭
李从荣
范延光
赵延寿
康义诚
李从珂
后晋
杨光远
桑维翰
冯道
安彦威
赵莹
杜重威
景延广
高行周
李崧
赵在礼
崔廷勋
后汉
李守贞
史弘肇
白文珂
郭威
慕容彦超
刘铢
高保融
赵晖
后周
窦贞固
常思
郭荣
郑仁诲
郭勋
折从阮
李洪义
向拱（向训）
吴
徐温
徐知诰
徐知询
高从诲
李简
卢文进
南唐
李景遂
李景达
徐玠
周宗
刘仁赡
李从善
林仁肇
岐
桑弘志
李从曮
前蜀
王宗佶
王宗祐
潘炕
王宗黯
王宗寿
王宗俦
王宗侃
王宗昱
马全
后蜀
赵廷隐
李肇
王处回
韩继勋
李廷珪
闽
王继勋
楚
马希杲
许德勋
吴越
钱弘倧
李仁達
钱弘俶
南汉
卢琼仙
黄琼芝
薛崇誉

### 宋朝
范质（真拜）
杨承信
张永德
慕容延钊
韩令坤
赵光义
赵廷美
赵德昭
石守信
高继冲
李继勋
高怀德
赵元僖
赵普（真拜）
曹彬
赵德明
赵元偓
赵元偁
赵元俨
赵受益
王旦
丁谓（真拜）
刘美
冯拯（真拜）
曹利用
元昊
赵德文
张耆
李用和
夏竦
王贻永
王德用
贾昌朝
富弼
文彦博
韩琦（真拜）
曾公亮
赵允弼
赵允让
赵允良
赵宗衮
趙宗樸
曹佾
范纯礼
吕公著

### 辽国
崔穷古
萧思温
韩匡嗣
崔穷古
邢抱质
耶律合住
女里
蕭撻凜
耶律化哥
萧蒲奴
韩绍芳
萧虚烈
张孝杰

### 金国
时立爱
完颜希尹
完颜宗隽
兀术
完颜宗固
完颜勖
完颜亮
完颜秉德
完颜宗贤
完颜充
唐括辩
耨怨温都思忠
完颜昂
张浩
萧玉
完颜晏
仆散忠义
纥石烈良弼
完颜守道
徒单克宁
完颜襄
完颜宗浩
仆散端
徒单镒
仆散端
完颜赛不

### 高丽
朴良柔
韓彦恭
金敬容
崔承老
柳允孚
韋壽餘
劉瑨
崔士威
庾方
姜邯贊
徐訥
黃周亮
崔沖
金元沖
金宣弓
金元貞
李子淵
王寵之
金元鼎
朴成傑
崔惟善
李頲
李靖恭
文正
邵台輔
崔思諏
魏繼廷
尹瓘
金景庸
李瑋
金仁存
李公壽
崔思全
金富軾
金若溫
任元敱
王沖
鄭仲夫
奇卓誠
杜景升
趙永仁
崔忠獻
任濡
李抗
金就礪
李延壽
崔宗俊
崔沆
李藏用
禹仲大
禹天錫
金方慶
柳璥
許珙
洪子藩
趙仁規
元傅
張暐
洪君祥
洪文系
鄭可臣
金琿
薛公儉
廉承益
宋玢
韓希愈
韓康
蔡仁揆
安珦
鄭仁卿
崔有渰
柳清臣
崔湍
洪奎
李混
閔漬
權溥
金利用
李瑱
裴挺
金深
尹碩
鄭方吉
尹珤
金台鉉
尹碩
姜融
權漢功
曹頔
韓渥
蔡河中
李凌幹
王煦
韓宗愈
金倫
奇轍
金永煦
印承旦
盧𩑠
金永旽
孫守卿
李君侅
李齊賢
宋瑞
曹益清
趙日新
洪彬
廉悌臣
柳濯
洪彥博
李嵒
李公遂
慶千興
金普
李春富
李仁任
尹桓
崔瑩
洪永通
李子松
曹敏修
林堅味
李成林
趙英吉
潘益淳
李穡
禹玄寶
李成桂
李琳
李仁敏
沈德符
沈德符
鄭夢周
裴克廉

### 朝鲜
裴克廉
南乙蕃
李崇
成汝完
李茂芳
偰長壽
郑道传
權僖
尹桓
洪彦修

### 引用
1. ↑  《汉书·百官公卿表上》
2. ↑  《三国志·魏书·诸夏侯曹传第九》裴注引《魏书》。

### 书籍
- 《通典.职官三》
- 《旧唐书.职官志二》
- 《宋史.职断志一》